# موريس دوراند (مؤرخ)
موريس دوراند (بالفرنسية: Maurice Durand)‏ هو مؤرخ فرنسي، ولد في 2 أغسطس 1914، وتوفي في 2 مايو 1966.